# Concurs de castells de Mobles Quer
El concurs de castells de Mobles Quer tingué lloc el 12 d'octubre de 1973 al Camp Municipal d'Esports de Vilafranca del Penedès, en el marc de la Setmana de la Vinya i el Vi del Penedès, i fou patrocinat per l'empresa vilafranquina Mobles Quer. Va ser el vint-i-unè concurs de castells de la història i el setè i últim concurs celebrat a aquesta ciutat, després de les edicions de 1935 i 1962, i les quatre edicions del Trofeu Anxaneta de Plata dels anys 1968, 1969, 1970 i 1971.
Hi van participar totes les colles aleshores existents, llevat dels Nens del Vendrell, que van renunciar anar-hi. Així, per primera vegada 9 colles van actuar en un concurs de castells de Tarragona, que fins al moment era el màxim nombre històric d'agrupacions participants en un concurs. Per ordre de classificació van ser: la Colla Vella dels Xiquets de Valls, els Castellers de Vilafranca, la Colla Joves Xiquets de Valls, els Castellers de Sitges, els Minyons de l'Arboç, els Xiquets de Tarragona, els Bordegassos de Vilanova, els Castellers de Vilanova - Colla de Mar i els Castellers de Barcelona. La victòria va ser per la Colla Vella dels Xiquets de Valls, que guanyà un concurs de castells per setena vegada a la història, descarregant el 2 de 7 i el 4 de 8 i carregar el 3 de 8, a més de fer un intent de pilar de 6. Els Nens del Vendrell, per la seva banda, van actuar aquell mateix dia en solitari al Vendrell on, malgrat fallar en el pilar de 6 i el 3 de 8, van descarregar el tercer 2 de 8 amb folre de la colla, la qual era una construcció que cap altra colla havia pogut descarregar encara en el segle xx.
La llarga durada del concurs, la gran quantitat de caigudes (un 51%), i les polèmiques per les normes que ja s'havien produït l'any anterior al VI Concurs de Tarragona i havien provocat la renúncia dels Nens en ambdós casos, van acabar de crear un estat d'ànim contrari als concursos. Això va fer que durant els següents set anys es deixés de fer el concurs de castells de Tarragona, que fou substituït per una «Manifestació Castellera» sense puntuacions ni premis, fins al seu retorn l'any 1980.

## Resultats

### Classificació
| Resultat              |
| --------------------- |
| Descarregat (D)       |
| Carregat (C)          |
| Intent (I)            |
| Intent desmuntat (ID) |

En el concurs de castells de Mobles Quer hi van participar 9 colles.
Llegenda
a: amb agulla o pilar al mig
ps: aixecat per sota
| Pos. | Colla                                 | 1a ronda | 2a ronda | 3a ronda | 4a ronda  | 5a ronda           | Punts |
| ---- | ------------------------------------- | -------- | -------- | -------- | --------- | ------------------ | ----- |
| 1    | Colla Vella dels Xiquets de Valls     | 2de7     | 4de8     | 3de8(c)  | Pde6(i)   | —                  | 2.905 |
| 2    | Castellers de Vilafranca              | 4de8     | 2de8f(c) | Pde6(i)  | 3de8(i)   | Pde7f(i) 3de7ps(i) | 2.195 |
| 3    | Castellers de Sitges                  | 5de7     | 4de7a    | 2de7(c)  | 3de8(i)   | Pde6(i)            | 2.150 |
| 3    | Colla Joves Xiquets de Valls          | 5de7     | 2de7(c)  | 4de7a    | 3de7ps(i) | —                  | 2.150 |
| 5    | Minyons de l'Arboç                    | 5de7     | 4de7a    | 3de7     | 2de7(i)   | —                  | 1.800 |
| 6    | Xiquets de Tarragona                  | 4de7a(c) | 5de7(c)  | 3de7     | 3de7ps(i) | 3de7ps(i)          | 1.610 |
| 7    | Bordegassos de Vilanova               | 3de7     | 4de7     | 2de6     | 4de7a(i)  | 4de7a(i)           | 1.090 |
| 7    | Castellers de Vilanova - Colla de Mar | 4de7     | 2de6     | 3de7     | Pde5      | —                  | 1.090 |
| 9    | Castellers de Barcelona               | 4de7     | 3de7(c)  | 2de6     | Pde5      | 2de7(i)            | 1.035 |

### Estadística
En el concurs de castells de Mobles Quer es van fer quaranta-tres intents de castells i es van provar tretze construccions diferents que, en ordre de dificultat creixent, anaven des del Pilar de 5 al Pilar de 7 amb folre. De les 43 temptatives que es van fer es van descarregar 21 castells —el màxim dels quals fou el 4 de 8—, se'n van carregar 7 més i 15 castells es va quedar en intent. La següent taula mostra l'estadística dels castells que es van provar al concurs de castells. Els següents castells apareixen ordenats, de major a menor dificultat, segons la taula de puntuacions del concurs de castells Mobles Quer.
| Castell                 | Descarregat | Carregat | Intent | Intent desmuntat | Total |
| ----------------------- | ----------- | -------- | ------ | ---------------- | ----- |
| Pilar de 7 amb folre    | —           | —        | 1      | —                | 1     |
| 2 de 8 amb folre        | —           | 1        | —      | —                | 1     |
| 3 de 8                  | —           | 1        | 2      | —                | 3     |
| Pilar de 6              | —           | —        | 4      | —                | 4     |
| 4 de 8                  | 2           | —        | —      | —                | 2     |
| 2 de 7                  | 1           | 2        | 2      | —                | 5     |
| 3 de 7 aixecat per sota | —           | —        | 4      | —                | 4     |
| 5 de 7                  | 3           | 1        | —      | —                | 4     |
| 4 de 7 amb l'agulla     | 3           | 1        | 2      | —                | 6     |
| 3 de 7                  | 4           | 1        | —      | —                | 5     |
| 4 de 7                  | 3           | —        | —      | —                | 3     |
| 2 de 6                  | 3           | —        | —      | —                | 3     |
| Pilar de 5              | 2           | —        | —      | —                | 2     |
| Total                   | 21          | 7        | 15     | 0                | 43    |
| Percentatge             | 48,8%       | 16,3%    | 34,9%  | 0%               | 100%  |